# Vila Fria (Viana do Castelo)
Vila Fria ist ein Ort und eine ehemalige Gemeinde (Freguesia) im nordportugiesischen Kreis Viana do Castelo der Unterregion Minho-Lima. Die Gemeinde hatte 1327 Einwohner (Stand 30. Juni 2011).
Am 29. September 2013 wurden die Gemeinden Vila Fria und Mazarefes zur neuen Gemeinde União das Freguesias de Mazarefes e Vila Fria zusammengeschlossen.

## Bauwerke
- Castro de Sabariz
- Santuário de Sabariz